# Congrès Internationaux d’Architecture Moderne

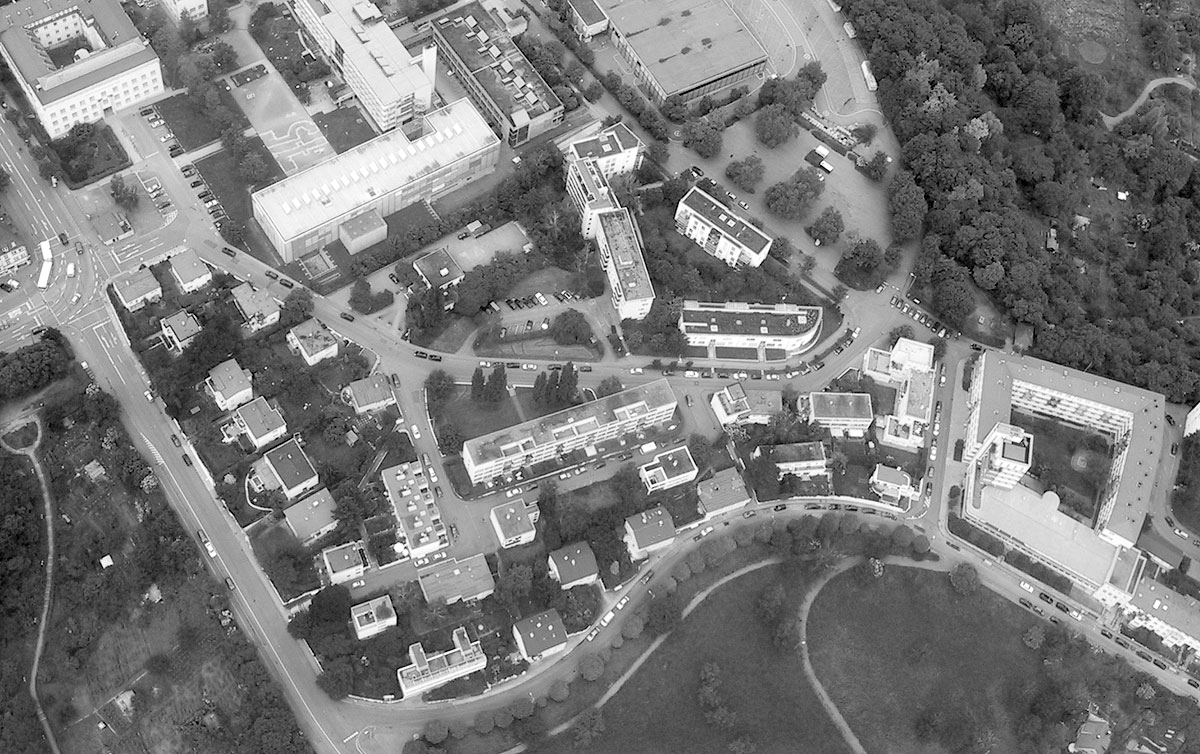
Weißenhofsiedlung Stuttgart 1927 (Luftbild 2004). Anlass für die Vereinigung CIAM war die Förderung der aufkommenden modernen Architektur im „kubistischen“ Stil wie: Bauhaus, Weißenhof, De Stijl und moderne Völkerbundsprojekte in Genf. Parallele Architekturströmungen der 1920er Jahre waren: Expressionismus, Konstruktivismus, Traditionalismus, Art déco und andere

Die Congrès Internationaux d’Architecture Moderne (CIAM) (dt.: Internationale Kongresse Moderner Architektur) war eine in den Jahren von 1928 bis 1959 stattfindende Reihe von Kongressen für Architekten und Stadtplaner, die als Denkfabrik zu verschiedensten Themen der Architektur und des Städtebaus fungierte.

## Überblick
Das 20. Jahrhundert beschäftigte sich mit zahlreichen Manifesten zur Thematik der zeitgemäßen Architektur und Stadtplanungen. Einen wesentlichen Beitrag zum Gedankenaustausch lieferten international angesehene Architekten in der Gruppe CIAM. 28 europäische Architekten gründeten auf Chateau de la Sarraz im schweizerischen La Sarraz nahe Lausanne im Juni 1928 den Congrès International d’Architecture Moderne (CIAM), der mit der Verabschiedung der „Erklärung von La Sarraz“ endete, in der die Teilnehmer die konsequente Abkehr von allen überkommenden Vorbildern historischer Epochen formulierten und sich für die Rationalisierung und Standardisierung als notwendige ökonomische Produktionsmethode aussprachen. Initiatoren waren Le Corbusier unterstützt von Hélène de Mandrot, der Eigentümerin des Schlosses, die den zunächst widerstrebenden Le Corbusier von der Teilnahme überzeugen musste, Gabriel Guévrékian und dem Kunsthistoriker Sigfried Giedion, dem ersten Generalsekretär des CIAM. Giedion regte auch die Gründung der MARS-Gruppe in Großbritannien an, die sich im Februar 1933 als Zweig der CIAM formierte.
Die weiteren Gründungsmitglieder waren Walter Gropius, Karl Moser (Gründungspräsident des CIAM), Uno Åhrén, Hendrik Berlage, Victor Bourgeois, Pierre Chareau, Josef Frank, Gabriel Guevrekian, Max Ernst Haefeli, Hugo Häring, Arnold Hoechel, Huib Hoste, Pierre Jeanneret, André Lurçat, Ernst May, Max Cetto, Fernando García Mercadal, Hannes Meyer, Werner Max Moser, Carlo Enrico Rava, Gerrit Rietveld, Alberto Sartoris, Hans Schmidt, Mart Stam, Rudolf Steiger, Henri-Robert Von der Mühll und Juan de Zavala.
Spätere Mitglieder waren unter anderem Alvar Aalto, Ernesto N. Rogers, Sverre Fehn, Cornelis van Eesteren, Fred Forbát und Max Bill.

## Bedeutung
Die urbanistischen Modelle der CIAM verstehen Städtebau weniger als Fortentwicklung historischer Städte, sondern als umfassenden, rationalistisch geplanten Neubau. Dabei soll die Stadt nach Funktionsbereichen unterteilt werden wie Wohnen, Arbeit, Erholung und Verkehr. Ältere Städte sind dementsprechend in ihren Funktionen zu entflechten. Die Mitglieder der CIAM kritisierten die akademischen Entwurfsprinzipien, insbesondere der Beaux-Arts-Architektur, sowie Architektur und Städtebau des Historismus. Sie setzen sich für die modernistischen Architekturströmungen wie das Neue Bauen oder die Neue Sachlichkeit ein.
Das Programm der Gründungskonferenz stellte Le Corbusier zusammen. Karl Moser führte den ersten Vorsitz. Die verschiedenen Ländergruppen der europäischen Staaten waren durch Delegierte des CIRPAC – „Comité International pour la Réalisation des Problèmes d’Architecture Contemporaine“ vertreten.
Die Gründungserklärung aus CIAM I im Sommer 1928 beinhaltete folgenden zentralen Aussagen:
- Bauen ist eine elementare Tätigkeit des Menschen
- Architektur soll den Geist einer Epoche ausdrücken
- Die Umwandlung der sozialen und wirtschaftlichen Struktur benötigt eine entsprechende Umwandlung der Architektur
- Architektur hat eine wirtschaftliche und soziologische Aufgabe im Dienste des Menschen.

Aus der Konferenz CIAM von 1933 entwickelte sich die Charta von Athen für den Städtebau der Zukunft. Die CIAM hatte eine nachhaltige Wirkung. Der letzte vom Team X organisierte Kongress der CIAM in Otterloo im Jahre 1959 wird auch als Geburt des „strukturalistischen Denkens“ in der Architektur und im Städtebau angesehen (Strukturalismus).

## Kritik
Seit den 1970er Jahren wurde die städtebauliche Doktrin der CIAM zunehmend durch Vertreter eines kontextuellen Bauens kritisiert, die eine Erneuerung und Weiterentwicklung der historischen Stadt aus sich selbst heraus propagierten (beginnend mit Team 10, später z. B. Aldo Rossi, Josef Paul Kleihues).
Ein übergreifendes Thema der heutigen Stadtplanung ist der Neue Urbanismus, der auch als scharfe Kritik an der Athen-Charta zu verstehen ist. Nach dem Erkennen der strukturellen Fehler der vor allem seit der Moderne und der Charta von Athen entstandenen aufgelockerten Siedlungen (bzw. Trabantenstädte), kommt es seit den 1980er Jahren mit dieser Urbanismusbewegung zur Wiederentdeckung der Blockrandbebauung und Mischnutzung von Quartieren und damit städtischer Dichte. Demnach unterstütze diese früher durch die Siedlungsplaner beklagte urbane Bebauungsart die Vorzüge städtischen Lebens, in Verbindung mit gesunder sozialer und wirtschaftlicher Durchmischung und einer erheblichen Einsparung von Ressourcen (Anfahrtswege, Heizkosten, Infrastrukturkosten usw.) gegenüber den verschwenderischen Siedlungen.

## Konferenzen

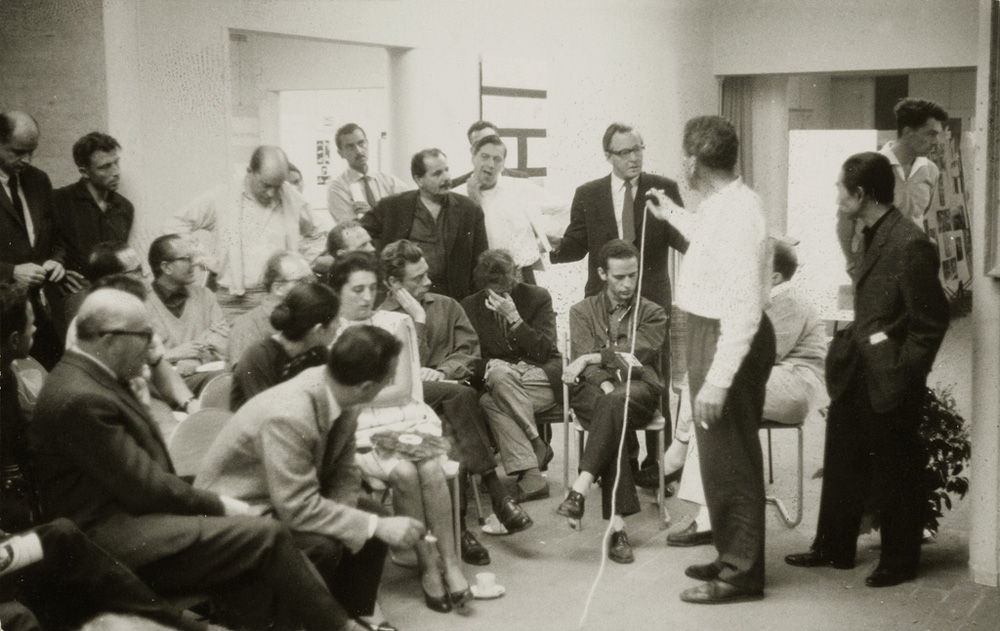
Otterlo-Kongress 1959 (auch CIAM ’59 genannt). Organisator: Team Ten, (43 Teilnehmer). Tagungsort: Kröller-Müller Museum im Nationalpark De Hoge Veluwe. Auflösung der CIAM-Vereinigung am Ende des Kongresses.

- 1928: CIAM I, La Sarraz, Schweiz – Konstituierung des CIRPAC (Comité International pour la Réalisation du Problème Architectural Contemporain)
- 1929: CIAM II, Frankfurt am Main – „Die Wohnung für das Existenzminimum“ – Verabschiedung der Frankfurter Statuten (Congrès als Hauptversammlung, CIRPAC als Problemlösungskomitee, drei Arbeitsgruppen). Bildung nationaler Sektionen. Den Vorsitz hatte Ernst May
- 1930: CIAM III, Brüssel – „Rationelle Bebauungsweisen“ – Befassung mit dem Problem der Grundstücksbeschaffung
- 1933: CIAM IV, an Bord des Passagierdampfers Patris II zwischen Marseille und Athen – „Die funktionale Stadt“ (ursprünglich „Die Funktionelle Stadt“). Hier wurde außerdem die berühmtgewordene Charta von Athen beschlossen.
- 1937: CIAM V, Paris – „Wohnung und Erholung“
- 1947: CIAM VI, Bridgwater, England – „Wiederaufbau der Städte“
- 1949: CIAM VII, Bergamo – „Kunst und Architektur“
- 1951: CIAM VIII, Hoddesdon, England – The Heart of the City („Das Herz der Stadt“) – Auseinandersetzung mit den von den CIAM zuvor vernachlässigten Funktionen des Stadtzentrums
- 1953: CIAM IX, Aix-en-Provence – „Habitat“
- 1956: CIAM X, Dubrovnik – „Habitat“ – Herausforderung durch die jüngere Architektengruppe Team X
- 1959: CIAM XI, Otterlo, organisiert vom Team X, danach Auflösung des CIAM